# Kylie: The Videos
Kylie: The Videos je VHS izdanje australske pop pjevačice Kylie Minogue. Kolekcija spotova objavljena je u studenom 1988. godine u Ujedinjenom Kraljevstvu, Njemačkoj, Francuskoj i Japanu. 

## Popis pjesama
1. "I Should Be So Lucky" (Spot)
2. "Got to Be Certain" (Spot)
3. "The Locomotion" (Spot)
4. "Je Ne Sais Pas Pourquoi" (Spot)
5. Intervju (Video)

## Format
Ovo su formati video izdanja od Kylie: The Videos.
| Format             | Država                 | Cat. no. | Izdavač |
| ------------------ | ---------------------- | -------- | ------- |
| UK VHS             | Ujedinjeno Kraljevstvo | VHF3     | PWL     |
| Japanski Laserdisc | Japan                  | 35BZ-2   | PWL     |
| FR VHS             | Francuska              | 0498192  | CBS     |